# ГЕС Керр
ГЕС Керр — гідроелектростанція у штаті Монтана (Сполучені Штати Америки). Знаходячись між ГЕС Гангрі-Горс (вище по течії) та ГЕС Томпсон-Фоллс, входить до складу каскаду у сточищі річки Панд-Орей, лівої притоки Колумбії (має гирло на узбережжі Тихого океану на межі штатів Вашингтон та Орегон).
В межах проекту річку Флатхед (права притока Кларк-Форк — верхньої течії Панд-Орей) перекрили бетонною арково-гравітаційною греблею висотою 62 метри та довжиною 137 метрів, яка потребувала 65 тис. м3 матеріалу. Вона регулює рівень у великому природному озері льодовикового походження з площею поверхні 496 км2, коливання якого між позначками 879 та 882 метри НРМ забезпечує корисний об'єм у 1,5 млрд м3.
Машинний зал облаштували на лівому березі Флатхед за 0,2 км від греблі, при цьому, оскільки річка на цій ділянці робить вигин, відстань між зазначеними спорудами по руслу становить 0,5 км. Через три тунелі діаметром по 9 метрів ресурс зі сховища подається до трьох гідроагрегатів з турбінами типу Френсіс, два з яких мають потужність по 58 МВт, а ще один номінований як 72 МВт. При напорі у 58 метрів вони забезпечують виробництво 1087 млн кВт-год електроенергії на рік.